# Seiichiro Kashio
Seiichiro Kashio (柏尾誠一郎, Kashio Seiichiro), né le 2 janvier 1892 à Osaka, mort le 6 septembre 1962 à Tokyo, est un joueur de tennis japonais.

## Carrière
Membre de l'École supérieure de Commerce de Tokyo, Seiichiro Kashio est ensuite employé dans la branche newyorkaise de la société Mitsui & Co.. Il a aussi exercé dans le commerce de la soie à Yokohama.
Il dispute à cette époque à trois reprises l'US Championship entre 1917 et 1919, atteignant le 3e tour la seconde année. Champion du Canada en 1919, il devient l'année suivante l'un des premiers joueurs de tennis japonais à se distinguer dans une épreuve internationale en étant médaillé d'argent des Jeux olympiques à Anvers en double avec Ichiya Kumagae. Disposant des équipes belges et sud-africaines, ils battent en demi-finale les Français François Blanchy et Jacques Brugnon avant de s'incliner devant la paire britannique Turnbull-Woosnam. Il s'agit de la première médaille olympique du Japon. En simple, il s'incline lors de son second match face au sud-africain George Dodd.
En 1921, il fait partie de la première équipe japonaise de Coupe Davis aux côtés de Zenzo Shimizu et Kumagae qui atteint la finale contre les Etats-Unis, assurant alors le rôle de manager. En 1923, il dispute deux rencontres en double avec Shimizu, en remportant une face au Canada et perdant la seconde contre l'Australie.
En 1934, il devient directeur de l'Association Japonaise de Tennis. Alors installé à Seattle, il est détenu par les autorités durant la Guerre du Pacifique puis retourne au Japon en 1942 à la faveur d'un échange de prisonniers. Par la suite, il travaille comme directeur de société.

## Palmarès (partiel)

### Finale en double
|   | Date       | Nom et lieu du tournoi   | Cat.    | Surf.        | Vainqueurs                  | Partenaire     | Score              |
| 1 | 23/08/1920 | Jeux olympiques · Anvers | Olympic | Terre (ext.) | Oswald Turnbull Max Woosnam | Ichiya Kumagae | 6-2, 5-7, 7-5, 7-5 |